# Фразеология
Фразеологията (гр. phrasis – израз, logos – наука) изучава устойчивите словосъчетания (фраземи, фразеологични единици, фразеологизми), тяхната семантика, етимология и употреба. За основоположник на фразеологическата теория се смята швейцарският автор Шарл Бали.

## Употреба на термина
Терминът „фразеология“ се използва в следните значения:
- дял от езикознанието, изучаващ фразеологичния състав на езика в неговото съвременно състояние и историческо развитие;
- съвкупността от фразеологизмите на даден език;